# Borovo (Kraljevo)
Borovo (Servisch cyrillisch Борово) is een plaats in de Servische gemeente Kraljevo. De plaats telt 174 inwoners (2002).